# (1433) Geramtina
(1433) Geramtina – planetoida z pasa głównego asteroid okrążająca Słońce w ciągu 4 lat i 248 dni w średniej odległości 2,8 au. Została odkryta 30 października 1937 w Observatoire Royal de Belgique w Uccle przez Eugène’a Delporte. Nazwa planetoidy pochodzi od imienia siostry Brora Ansgara Asplinda, szwedzkiego astronoma. Przed jej nadaniem planetoida nosiła oznaczenie tymczasowe (1433) 1937 UC.